# Emil Kneiß
Emil Kneiß (* 3. Dezember 1867 in Frankfurt am Main; † 22. März 1956 in München) war ein deutscher Karikaturist, Illustrator und Maler.

## Leben und Wirken
Emil Kneiß wurde am 3. Dezember 1867 als zweiter Sohn der Eheleute Ludwig Kneiß und Julie Kneiß, geb. Papp geboren. Ab 1872 lebte die Familie in München, da der Vater nun dort als Sänger, Schauspieler und später als Sekretär am Gärtnerplatztheater tätig war.

### Ausbildung und Arbeiten bis zum Ersten Weltkrieg
Von 1877 bis 1883 besuchte Kneiß das Realgymnasium, absolvierte dann eine Lithografenlehre und schrieb sich am 28. Oktober 1885 an der Akademie der Bildenden Künste München ein. 1887 gründete Heinrich Hildebrand (1894 der Initiator des ersten Motorrads „Hildebrand-Wolfmüller“) die Zeitschrift Radfahr-Humor. Kneiß wurde durch seine Karikaturen ab Nummer 2 zum wichtigsten Mitarbeiter dieser Zeitschrift, die erst 1901 eingestellt wurde. In der Redaktion des Radfahr-Humor entstanden 1890 die Festschrift zum 7. Bundestag des Deutschen Radfahrer-Bunds und 1899 die zum 16. Bundestag des D.R.B. 1888/89 studierte Kneiß vorübergehend an der Berliner Kunstakademie und zeichnete für die Berliner Wespen des Julius Stettenheim.
1894 heiratete Emil Kneiß Katharina Völker; 1897 wurde der Sohn Karl geboren.
In den Jahren 1896 und 1897 arbeitete Kneiß bei der neugegründeten Jugend mit; er lieferte 20 Bildbeiträge mit Radfahr- oder Bierthematik.
Ab 1899 war Kneiß künstlerischer Leiter der lithografischen Anstalt Schneller in Nürnberg und kam dort mit Besitzern von Automobilen in Kontakt. Dies führte am 18. Juni 1900 zur Gründung des Allgemeinen Schnauferl-Clubs, bei dem Kneiß, zwar zeitlebens ohne Automobil, aber als Zeichner für die Chronik seit der Gründung ein wichtiges Mitglied war. Gustav Braunbeck, der erste Präsident des ASC, gründete 1902 Das Schnauferl (Fliegende Blätter für Autler-Humor), die inoffizielle Clubzeitung. Kneiß wurde stellvertretender Schriftleiter.
1902 kehrte Kneiß nach München zurück, wo er fortan bis zu seinem Tode blieb. 1904 richtete er in München sein Atelier für moderne Reklame am Bavariaring ein. Er erweiterte damit seine schon bisherigen Tätigkeiten bei Reklame, Postkarten, Plakaten, Kneipzeitungen, Porträts, Ausmalungen von Velodromen, Gaststätten und Schaugeschäften. Als der Flugpionier Hellmuth Hirth 1911 mit seinem Flug München-Berlin den Kathreinerpreis gewann, zeichnete ihm Kneiß beim Abflug noch zwei lustige Figuren auf die Rumpler-Taube.

### Vom Ersten Weltkrieg bis 1933
Zu Beginn des Ersten Weltkriegs zeichnete Kneiß zunächst Postkartenmotive, die der allgemeinen Begeisterung entsprachen, mit fortschreitendem Kriegsverlauf dann jedoch mit deutlicher Kritik an der Versorgungslage. Daneben zeichnete er für die Münchner Sendlinger-Tor-Lichtspiele des Carl Gabriel aktuelle Karikaturen, die im Kinoprogramm als Standbilder eingefügt wurden. 1917 begann er auf Anregung von Professor Albert Döderlein mit der Herstellung von Zeichentrickfilmen, mit deren Hilfe den Studenten zum Beispiel die Vorgänge bei der Geburtshilfe erläutert werden konnten. Die dabei gewonnenen Fähigkeiten nutzte Kneiß danach für die Produktion von humorigen Zeichentrickfilmen, von denen „Texas Jack zähmt ein wildes Pferd“ noch erhalten blieb. Im November 1921 gründete er die Minerva Film GmbH (1921-1923) für die "Herstellung und Verwertung von wissenschaftlichen Filmen, Lehr- und Trickfilmen".
Die Kapitel-Vignetten zu den ersten Auflagen von Michl Ehbauers Bayerischer Weltgschicht (1922, 1925) stammen ebenfalls von Kneiß.
Ab dem 1. Januar 1928 zeichnete Kneiß wöchentlich Karikaturen für die Seite Weißblauer Galgenhumor, die in allen Ausgaben des Bayerischen Zeitungsblocks (gegründet als Mantelzeitung im November 1923 von Klaus Eck und Adolf Müller) erschienen. Die Themen waren sowohl politischer als auch gesellschaftlicher Natur. Die Ausgaben der zum Zeitungsblock gehörenden Fürstenfeldbrucker Zeitung sind von 1928 bis 1932 im Internet einsehbar.
Am 21. Mai 1929 starb Klaus Eck im Alter von 47 Jahren. In den Ausgaben des Zeitungsblocks vom 2. Juni 1929 findet sich eine Karikatur, die auf die Verbindungen von Eck mit Ludwig Thoma, Fritz Salzberger und Dietrich Eckart Bezug nimmt. Kneiß hat diese Karikatur etwas abgewandelt wiederholt und erweitert in „Weichands Theater-Café“ in der Herzog-Wilhelm-Straße 29 (München). Ein thematisch ähnliches Bild mit Eck, Thoma und Salzberger befand sich bis 1945 im Waitzinger Keller in Miesbach, das aber stilistisch nicht Kneiß zugeordnet werden kann, auch wenn es von manchen Ludwig-Thoma-Biografen behauptet wird.
23. Mai 1930: Die Zeichnung Herr und Hund erschien im Weißblauen Galgenhumor, die Kneiß dann an der Wand des Bräustüberls Tegernsee wiederholte.

### Von 1933 bis zum Ende des Zweiten Weltkriegs
Nach dem 30. Januar 1933, dem Machtantritt der Nationalsozialisten, zeichnete Kneiß weiter für den Zeitungsblock. Die Karikaturen mit politischen Themen waren nur anfänglich vorsichtig kritisch; ab dem Röhm-Putsch 1934 gaben sie durchwegs die nationalsozialistische Sicht des In- und Auslands wieder. Dies traf auch bei Kriegsbeginn 1939 zu. 
Eine Kneiß-Karikatur zu Winston Churchills Rede „We Shall Fight on the Beaches“ von 1940 zeigt den britischen Premier mit einer Thompson-Maschinenpistole als angeblichen „Heckenschützen“. Kneiß griff damit ein Motiv eines von der NS-Propaganda manipulierten Fotos Churchills bei einer Truppeninspektion auf. Ab Mitte November 1940 erschienen nur noch Karikaturen zu Alltagsthemen. Im März 1941 wurde Kneiß unvermittelt die 13-jährige Mitarbeit aufgekündigt; möglicherweise verstieß die letzte abgedruckte Karikatur aus seiner Feder gegen das sogenannte Heimtückegesetz.

### Die letzten Lebensjahre
Bald nach Kriegsende starb Kneiß' Frau Käthe; er konnte noch für die Zeitschrift Das Landwirtschaftliche Wochenblatt, das Organ des Bayerischen Bauernverbandes, 1946 fünf Zeichnungen liefern. Dann ließ die Sehkraft seiner Augen immer mehr nach, so dass 1948 nur nochmal der „Buzi“ in Farbe für eine Postkarte entstand. Fast völlig erblindet starb Kneiß am 22. März 1956.

## Verschiedenes
Für den Wiesn-Krug des Jahres 2012 wurde ein Postkartenmotiv Kneiß' verwendet.
Ebenfalls ein Postkartenmotiv von Kneiß wird auf dem Turm des Winzerer Fähndls, des Oktoberfestzeltes der Paulaner Brauerei, verwendet. Die Karte trug den Titel Kellnerinnenparade.
Das Buch Nervenkitzel und Freizeitvergnügen von Barbara Haubner (Verlag Vandenhoeck & Ruprecht) trägt als Titelbild eine Zeichnung von Kneiß. Im Text findet sich eine ganze Seite aus dem Schnauferl von 1906.
Die Universität Bamberg zeigte im Frühjahr 2013 die Ausstellung Grobe Wahrheiten - Wahre Grobheiten. Feine Striche - Scharfe Striche zum Thema Satirezeitschriften. Dort war auch Emil Kneiß vertreten.